# Teresa Carreño
Pour les articles homonymes, voir Carreño (homonymie), Maria García (homonymie) et García.
Carreño  García est un nom espagnol. Le premier nom de famille, en général paternel, est Carreño ; le second, en général maternel, souvent omis, est García.
María Teresa Gertrudis de Jesús Carreño García, née le 22 décembre 1853 à Caracas et morte le 12 juin 1917 à New York, est une pianiste et compositrice vénézuélienne. 
Plus connue sous le nom de Teresa Carreño, elle s'est produite dans les plus grands auditoriums de villes telles que New York, Mexico, Paris, Berlin et Milan, ainsi que dans nombre d'autres villes d'Europe, d'Amérique, d'Afrique et d'Australie. Elle y a donné des interprétations passionnées et fulgurantes de Beethoven, Liszt, Chopin, Schumann, Brahms, Grieg, Rubinstein, Paganini, Weber, MacDowell et Tchaïkovski, entre autres. Elle a fréquenté pendant plus d'un demi-siècle les personnalités et les musiciens les plus importants de son époque et a parcouru le monde avec son piano.

## Biographie
Fille de Manuel Antonio Carreño, homme politique vénézuelien dont le père était un compositeur de renommée, et de Clorinda García Sena y Toro, fille de musicien, elle commence ses études musicales dès l'âge de cinq ans sous la direction de son père, qui était un pianiste amateur de talent, et étudie ensuite avec le pianiste vénézuélien d'origine allemande Julio Hohené.

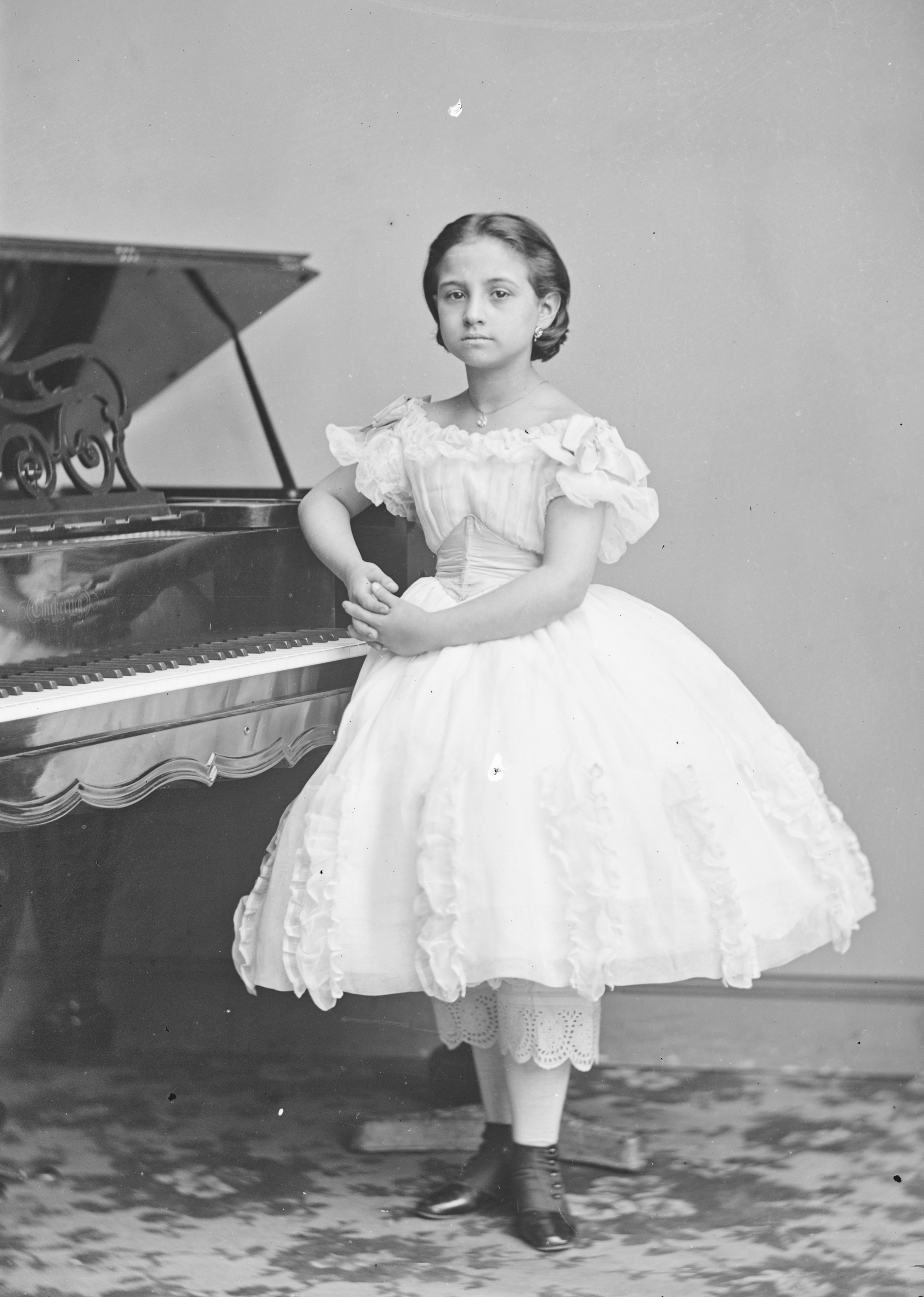
Teresa à huit ans

La famille émigre aux États-Unis le 1er août 1862. Teresa suit à New York l'enseignement de Louis Moreau Gottschalk. Elle donne à neuf ans son premier concert le 28 novembre 1862 au New Yorker Irving Hall, débute à dix ans en tant que soliste au philharmonique de Boston et joue devant Abraham Lincoln en 1863.
Elle se rend à Paris en 1866 et y fait ses débuts le 3 mai. Elle y rencontre des célébrités telles que Rossini et Gounod et prend des cours de piano avec Anton Rubinstein.
Teresa Carreño a été mariée de 1873 à 1875 avec le violoniste compositeur français Émile Sauret, dont elle aura une fille, Émilia. Elle épouse ensuite le baryton italien Giovanni Tagliapietra, dont elle aura une fille, Teresita Tagliapietra-Carreño, future pianiste, et un fils, Giovanni. Ils vivront ensemble de 1876 à 1885.
Elle accède à la célébrité grâce à la tournée européenne qu'elle effectue entre 1889 et 1890. Elle fait ses débuts à Berlin le 18 novembre 1889.
Teresa Carreño se marie en troisièmes noces avec le pianiste compositeur allemand Eugen d'Albert, avec lequel elle vivra de 1892 à 1895. Elle épouse enfin le frère de son second mari, Arturo Tagliapietra, en 1902, et vit avec lui à Berlin sur le Kurfürstendamm.

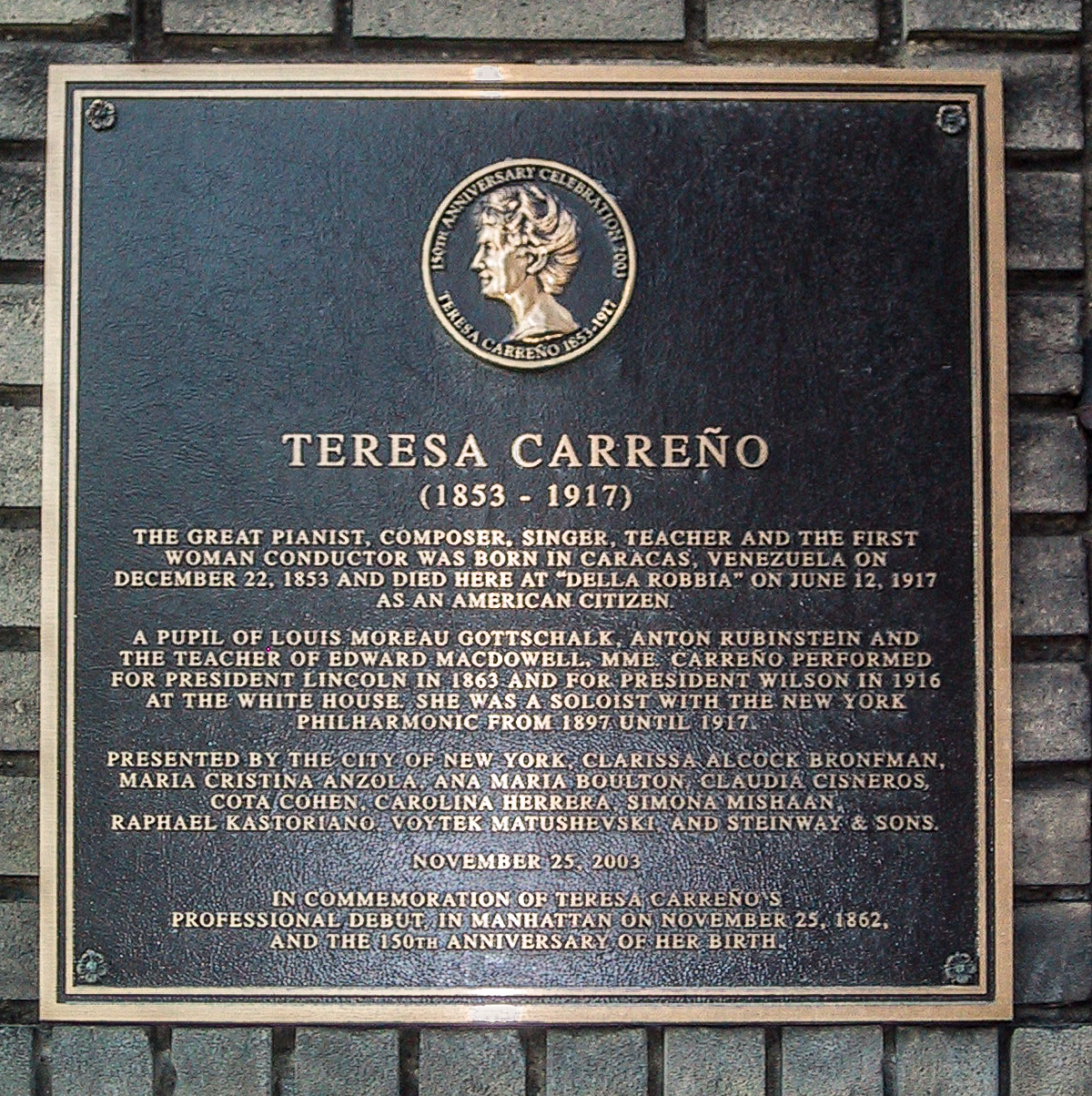
Plaque commémorative

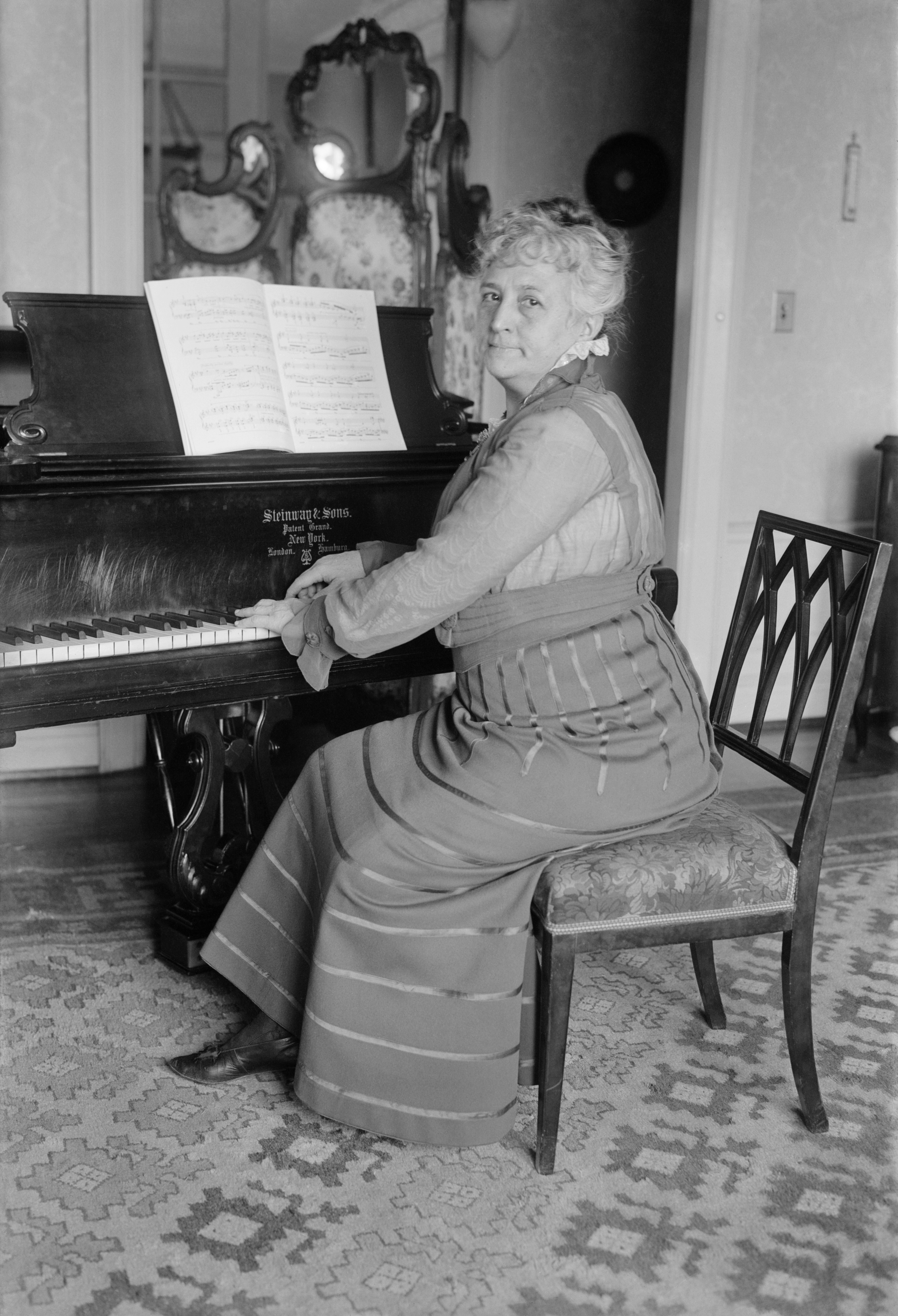
Teresa Carreño au piano

Alors qu'elle prépare en 1917 une tournée en Amérique du Sud, on lui diagnostique une paralysie partielle du nerf optique. Elle meurt dans son appartement de la résidence Della Robbia au 749 West End Avenue à Manhattan, où une plaque commémorative est apposée à sa mémoire.
Elle a donné son nom au Théâtre Teresa Carreño de Caracas, qui a ouvert ses portes en avril 1983.
Elle est enterrée au Panthéon national du Venezuela.

## Anecdote
On lui attribue fréquemment − à tort − la composition de l'hymne national vénézuelien Gloria al bravo pueblo. Elle a cependant composé deux œuvres à caractère patriotique : Himno a Bolívar et Himno a El Ilustre Americano.

## Œuvres

### Œuvres pour piano
- Valse Gottschalk, op. 1
- Caprice-Polka, op. 2
- Impromptu, op. 5
- Corbeille de fleurs, Valse, op. 9
- Polka de Concert, op. 13
- Fantaisie sur Norma, op. 14
- Ballade, op. 15
- Plainte, première élégie, op. 17
- Partie, deuxième élégie, op. 18
- Élégie, op. 20, Plaintes au bord d'une tombe
- Élégie, op. 21, Plaintes au bord d'une tombe
- Fantaisie sur L'Africaine, op. 24
- Le Printemps, op. 25
- Un Bal en Rêve, op. 26
- Une Revue à Prague, op. 27
- Un rêve en mer, Méditation, op. 28
- Six Études de Concert, op. 29
- Mazurka de salon, op. 30
- Scherzo-Caprice, op. 31
- Deux Esquisses Italiennes op. 33
  - Venise, no 1
  - Florence, no 2
- Intermezzo Scherzoso, op. 34
- Le Sommeil de l'enfant, Berceuse, op. 35[3]
- Scherzino, op. 36
- Highland (Souvenir de l'Écosse), op. 38
- La fausse note, Fantaisie-Valse, op. 39
- Staccato-Capriccietto op. 40
- Marche funèbre (1866)
- Petite Valse (Teresita) (1898)
- Saludo a Caracas (1885)
- Vals Gayo

### Œuvres pour chœur et orchestre
- Himno a Bolívar (1883 ou 1885)
- Himno a El Ilustre Americano (1886)

### Autres œuvres
- Quartette à cordes pour 2 violons, viole et violoncelle, en si mineur (1895)
- Sérénade pour cordes (1895)

## Dédicace
- Amy Beach lui dédie son Concerto pour piano.

## Hommages
- Le 22 décembre 2018, un Google Doodle fête le 165e anniversaire de sa naissance[4].
- Un cratère vénusien, Carreno, est ainsi nommé en son honneur[5].